# Przytuły (Ełk)
Przytuły (deutsch Przytullen, 1927 bis 1945 Seefrieden) ist ein Dorf in der polnischen Woiwodschaft Ermland-Masuren, das zur Gmina Ełk (Landgemeinde Lyck) im Powiat Ełcki (Kreis Lyck) gehört.

## Geographische Lage
Przytuły liegt am Südufer des Przytuller See (deutsch auch: Gonsker See, Herzogskirchener See, polnisch Jezioro Przytulskie) im Osten der Woiwodschaft Ermland-Masuren, zwölf Kilometer nördlich der Kreisstadt Ełk (Lyck).

## Geschichte
Przytullen wurde im Jahre 1546 gegründet. Im Jahre 1874 wurde das Dorf in den Amtsbezirk Soffen (polnisch Krokocie) eingegliedert, zwischen 1898 und 1905 jedoch umgegliedert in den Amtsbezirk Stradaunen (polnisch Straduny), beide gelegen im Kreis Lyck im Regierungsbezirk Gumbinnen (ab 1905: Regierungsbezirk Allenstein) in der preußischen Provinz Ostpreußen. Im Jahr 1910 zählte Przytullen 244 Einwohner.
Aufgrund der Bestimmungen des Versailler Vertrags stimmte die Bevölkerung im Abstimmungsgebiet Allenstein, zu dem Przytullen gehörte, am 11. Juli 1920 über die weitere staatliche Zugehörigkeit zu Ostpreußen (und damit zu Deutschland) oder den Anschluss an Polen ab. In Przytullen stimmten 160 Einwohner für den Verbleib bei Ostpreußen, auf Polen entfielen keine Stimmen. Am 29. August 1927 wurde Przytullen in „Seefrieden“ umbenannt. Die Einwohnerzahl belief sich 1933 auf 222 und 1939 auf 188.
1945 wurde das Dorf 1945 mit dem gesamten südlichen Ostpreußen an Polen überstellt und bekam die polnische Namensform „Przytuły“. Heute ist der Ort Sitz eines Schulzenamtes, (polnisch sołectwo) in das auch der Nachbarort Rydzewen (1938 bis 1945 Schwarzberge, polnisch Rydzewo) einbezogen ist. Somit ist Przytuły eine Ortschaft im Verbund der Gmina Ełk (Landgemeinde Lyck) im Powiat Ełcki (Kreis Lyck), vor 1998 der Woiwodschaft Suwałki, seither der Woiwodschaft Ermland-Masuren zugehörig.

## Religionen
Bis 1945 war Przytullen in die evangelische Kirche Stradaunen in der Kirchenprovinz Ostpreußen der Kirche der Altpreußischen Union sowie in die katholische Pfarrkirche Lyck im Bistum Ermland eingepfarrt.
Heute gehört Przytuły zur katholischen Pfarrei Straduny im Bistum Ełk der Römisch-katholischen Kirche in Polen. Die evangelischen Einwohner halten sich zur Kirchengemeinde in Ełk, einer Filialgemeinde der Pfarrei Pisz (Johannisburg) in der Diözese Masuren der Evangelisch-Augsburgischen Kirche in Polen.

## Verkehr
Przytuły liegt an der verkehrstechnisch bedeutenden polnischen Landesstraße 65 (einstige deutsche Reichsstraße 132), die die polnisch-russische Grenze mit der polnisch-belarussischen Grenze und die beiden Woiwodschaften Ermland-Masuren und Podlachien verbindet. 